# 日光市立小百小学校
日光市立小百小学校（にっこうしりつ こびゃくしょうがっこう）は、栃木県日光市小百にあった公立小学校。

## 沿革
- 1873年（明治6年）6月13日 - 現在地にかつてあった宝勝寺の本堂で小百学舎として開校した
- 1889年（明治22年）5月23日 - 小百第一小学校と改称
- 1900年（明治33年）1月16日 - 未明に宝勝寺焼失
- 1914年（大正3年） - 小休戸に分教場設置
- 1941年（昭和16年）4月1日 - 小百国民学校に改称
- 1947年（昭和22年）4月1日 - 豊岡村立小百小学校に改称
- 1948年（昭和23年）4月1日 - 分教場廃止
- 1954年（昭和29年）4月1日 - 町村合併により今市市立小百小学校と改称
- 1988年（昭和63年）3月15日 - 現校舎完成
- 2006年（平成18年）3月20日 - 市町村合併により日光市小百小学校と改称
- 2021年（令和3年）6月13日 - 創立記念集会にて閉校記念の横断幕作成[2]
- 2022年（令和4年）3月31日 - 閉校。4月から日光市立大桑小学校に統合[3]

## 通学区域
- 日光市[4]
  - 小百
  - 原宿
  - 佐下部
  - 瀬尾の一部

## 交通アクセス
- 東武鉄道鬼怒川線大桑駅

## 特色
2014年（平成26年）度の児童数は17人で、複式学級3クラスで構成し、教職員数は12人であった。このため、多様な考え方に触れる機会や自分の意見を表明する機会が少なく、それを克服するために、2013年（平成25年）度に日光市教育委員会の「へき地・複式教育の充実」パイロット校に選ばれた。同じくパイロット校に選ばれた日光市立栗山小学校とテレビ会議システムで結んで交流授業を実施したり、相互の学校を訪問して集合学習を行ったりしていた。
校庭には樹木が多く、秋には落葉が多いため、清掃活動に力を入れていた。校舎の壁には、児童が自作した「マイ竹ぼうき」がかけられていた。